# Gewandhaus (Dresda)

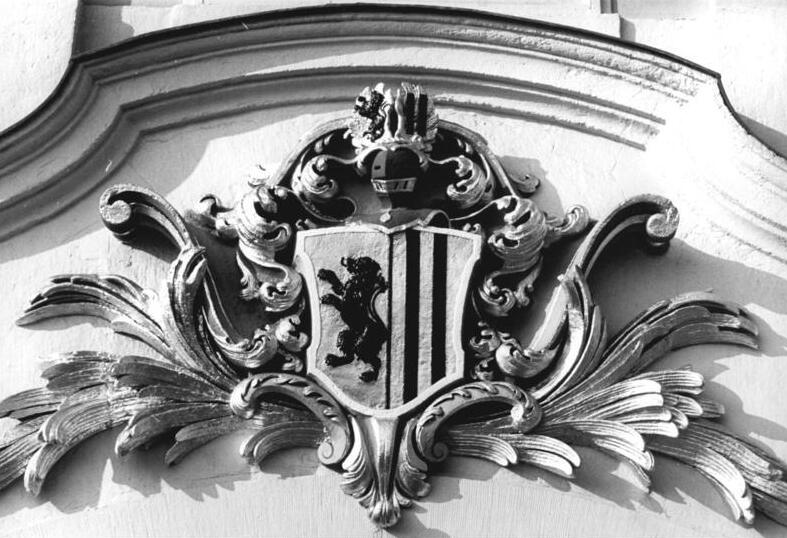
Lo stemma della città di Dresda con il leone Meißner e i pali di Landsberg, blasonati sopra il portale della Nuova Gewandhaus.

La Gewandhaus è un edificio barocco nel centro della città di Dresda. Eretta tra il 1768 e il 1770 come mercato dei tessuti, funge da hotel dal 1967.

## Posizione
Si trova nella parte interna sud-orientale di Dresda. È circondata da Gewandhausstrasse, Kreuzstrasse e Ringstrasse. Il nuovo municipio è adiacente a sud-ovest. La Pirnaische Platz, la Kreuzkirche e il quartiere dei bar Weißes Gasse si trovano nelle immediate vicinanze.

## Storia

### Ex negozi di abbigliamento di Dresda
Prima della costruzione dell'attuale Gewandhaus, a Dresda c'erano già diversi edifici, noti anche come Gewandhaus. La più antica Gewandhaus conosciuta si trovava sul lato nord dell'Altmarkt e fu menzionata per la prima volta nel 1295. Era un semplice edificio a due piani in cui venivano scambiati tessuti e articoli di stoffa, da cui deriva il nome dell'edificio. In seguito vi si vendevano anche carne, pane e scarpe e vi si svolgevano gli affari comunali. Intorno al 1453, a Dresda, che all'epoca non era abitata da ebrei, la vecchia sinagoga di Jüdenhof fu trasformata in una seconda Gewandhaus per i giorni di mercato annuali.
La terza Gewandhaus, nota anche come Vecchia Gewandhaus, fu costruita sullo spazio aperto creato quando le fortificazioni di Dresda furono trasferite sul Neumarkt, tra Jüdenhof e Frauengasse. Il costruttore della fortezza, Paul Buchner, progettò questo edificio rinascimentale, che fu implementato sotto l'Elettore Cristiano I dal 1591 e fu completato un anno dopo. Venne progettato con ampi portali ad arco. Al pianterreno si trovavano le macellerie e le bancarelle dei calzolai. Il piano superiore ospitava le sale per il commercio delle stoffe e un ampio salone in cui si tenevano anche eventi festivi, rappresentazioni teatrali e incontri. Nel 1760 la Gewandhaus venne distrutta da parte dell'Esercito prussiano durante la guerra dei sette anni . A causa del suo effetto urbanistico, percepito come sfavorevole, fu demolita nel 1791. Nella sua posizione precedente, Neumarkt di fronte alla Frauenkirche, la città di Dresda stava progettando un nuovo edificio con il nome di Gewandhaus, ma il consiglio comunale, nell'aprile 2008, decise di sospendere il progetto per almeno 10 anni. Dopo la campagna dei servizi igienici nel 2009 su Postplatz, che ha portato a un cambio di opinione sulla sistemazione a verde del centro storico, la piazza rimarrà molto probabilmente sottosviluppata. 

### Gewandhaus di oggi

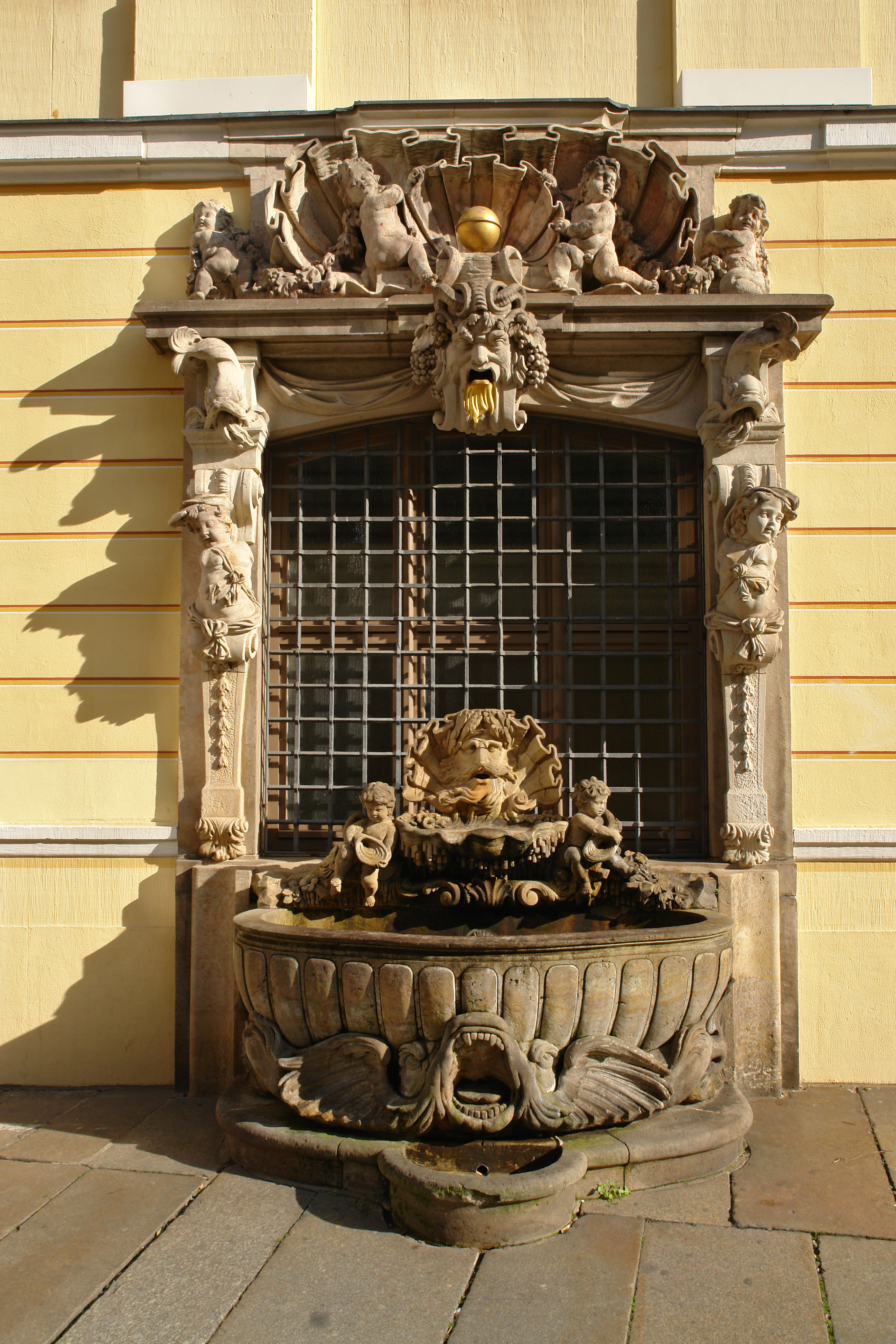
La Fontana di Dinglinger si trova sulla facciata ovest dell'edificio, dal 1966.

La quarta Gewandhaus di oggi è anche conosciuta come Nuova Gewandhaus. Fu costruita dal 1768 al 1770 da Johann George Schmidt e Johann Friedrich Knöbel in uno stile misto di rococò e neoclassicismo ed è considerata un'opera tarda del barocco di Dresda. È uno dei pochi edifici nella capitale dello stato sassone del periodo immediatamente successivo alla guerra dei sette anni. Le facciate del semplice edificio a tre piani sono strutturate da sottili lesene. Le file pari di finestre continuano verso l'alto nel tetto a mansarda. Ci sono grandi finestre ad arco al piano terra. I due piani superiori del fronte principale, sul lato est, sono chiaramente strutturati in cinque parti a tre assi, con il centro e i due avancorpi esterni che emergono come risalite. La proiezione centrale è enfatizzata da un timpano triangolare con finestra ovale e stemma cittadino sopra il portale d'ingresso.
Questo edificio ospitava anche sarti e macellai con le loro bancarelle e una sala teatro. Successivamente, la Gewandhaus fungeva da magazzino. Intorno al 1925, l’ufficiale urbanistico Paul Wolf la convertì nella banca della città di Dresda. Rimase adibito a questo uso fino a quando le devastanti incursioni aeree su Dresda, nel febbraio 1945, fecero bruciare l'edificio in posizione centrale fino a ridurlo in rovina. Negli anni 1956/1958 almeno la facciata venne messa in sicurezza. La ricostruzione esterna è avvenuta in forma storica tra il 1964 e il 1966. Nel 1966 venne posta sulla facciata ovest la Dinglingerbrunnen. Proveniva dalla Dinglingerhaus in Frauengasse 9 vicino a Neumarkt, dove visse il gioielliere di corte Johann Melchior Dinglinger.
All'interno, si trovava l'“Hotel am Gewandhaus” inaugurato nel gennaio 1967 che avrebbe dovuto chiudere dopo la caduta del muro. La Gewandhaus è di proprietà privata dal 1992, e una ristrutturazione iniziata in quel tempo è stata interrotta nel 1994 per motivi finanziari. Dal 1996, dopo un altro cambio di proprietà, l'interno dell'edificio è stato completamente ammodernato con un investimento di 12 milioni di marchi. Dopo la sua riapertura, nel settembre 1997, il gruppo Radisson SAS ha gestito il Gewandhaushotel Dresden come un hotel di lusso. Dal 2009 l'hotel è ufficialmente noto come Radisson Blu Gewandhaus Hotel. Il 31 dicembre 2014 l'hotel è stato chiuso e ampiamente rinnovato. È stato riaperto nell'aprile 2015, col nome di Seaside Hotels, un hotel a cinque stelle.